# Ariel Leyes
Ariel Alejandro Leyes (Mendoza, Argentina, 10 de abril de 1974) es un exfutbolista argentino.

## Trayectoria
Surgió de las inferiores del Independiente Rivadavia de Mendoza, equipo en el que permaneció por varias temporadas hasta mediados de 1996. Ese año llega a préstamo al Monarcas Morelia de la Primera División de México, en donde compartió vestuario con los también argentinos Carlos Bustos y Jorge "Gallego" Vázquez.
Tras su etapa en el balompié azteca, Leyes recaló en Aldosivi de Mar del Plata. 
A mediados del 97 fichó por el Motagua de la Liga Nacional de Honduras, en este club el Titi se dio a conocer como un talentoso mediocampista y fue de las principales figuras en el primer bicampeonato de la historia del club hondureño. A mediados de 1998; Leyes regresa a Independiente Rivadavia y asciende a la Primera B Nacional un año más tarde.
En España jugó una temporada para la UD Las Palmas, sin embargo el volante no tuvo las mejores chances y tuvo que ser relegado a la filial del club. En 2004 retornó al Independiente Rivadavia de Mendoza y en 2006 se despidió de las canchas.
En el Motagua debutó contra AURORA, después de haber llegado un día antes y se jugó un partidazo en el estadio Olímpico Mateo Flores de Guatemala, contra el Aurora en el torneo Grandes de Centroamérica, este jugador es una leyenda inolvidable de los mejores futbolistas extranjeros que han llegado a Honduras, con una técnica súper depurada y con pase a gol impresionante, se ganó el respeto de la afición con su magia y calidad era un espectáculo total junto a Amado Guevara.

## Clubes
| Club                    | País      | Año       |
| ----------------------- | --------- | --------- |
| Independiente Rivadavia | Argentina | 1993-1996 |
| Monarcas Morelia        | México    | 1996      |
| Aldosivi                | Argentina | 1997      |
| Motagua                 | Honduras  | 1997-1998 |
| Independiente Rivadavia | Argentina | 1998-2001 |
| Motagua                 | Honduras  | 2001      |
| Marathón                | Honduras  | 2002      |
| Independiente Rivadavia | Argentina | 2002-2003 |
| UD Las Palmas           | España    | 2003-2004 |
| Independiente Rivadavia | Argentina | 2004-2006 |

## Palmarés

### Copas nacionales
| Título             | Club                    | País      | Año  |
| ------------------ | ----------------------- | --------- | ---- |
| Torneo Apertura    | Motagua                 | Honduras  | 1997 |
| Torneo Clausura    | Motagua                 | Honduras  | 1998 |
| Torneo Argentino A | Independiente Rivadavia | Argentina | 1999 |
| Torneo Clausura    | Marathón                | Honduras  | 2002 |